# Голь, Шарли
Шарли Голь (Гауль) (фр. Charly Gaul; 8 декабря 1932, Пфаффенталь — 6 декабря 2005, Люксембург) — люксембургский шоссейный и циклокроссовый велогонщик. Победитель Тур де Франс и Джиро д’Италия, многократный чемпион Люксембурга. Любивший соревноваться в ненастную погоду, Голь был одним из ярчайших узкоспециализированных горняков своего времени, являясь самым титулованным супермногодневщиком Люксембурга (3 победы).

## Карьера
Голь начал участвовать в гонках с 17 лет, первоначально совмещая их с работой мясника. Успех пришёл к нему в 1951 году, когда он выиграл на родине Флеш дю Сюд, а также победил на королевском этапе Тура Австрии, где в итоге стал третьим. Во второй раз Шарли выиграл Флеш дю Сюд в 1953 году, когда он стал профессионалом. Тогда же он дебютировал на Тур де Франс, где сошёл на 6-м этапе. Будучи сильным кроссовиком, в 1954 году Голь выиграл национальный чемпионат в этой дисциплине; осенью он стал третьим в шоссейной гонке чемпионата мира. По итогам года он стал первым обладателем звания Спортсмена года Люксембурга, в следующие 4 года он ещё трижды получал этот титул. Амбиции многодневщика люксембуржец проявил на Тур де Франс 1955, где выиграл 2 горных этапа и звание «горного короля». В этой гонке проявились типичные сильные и слабые стороны Шарли: он хорошо ехал в горах и в плохую погоду, но плохо на прогреваемых равнинах и отвратительно в жару. Поэтому традиционно он терял много времени в общем зачёте за первую неделю Гранд Тура, ещё до начала гор.
Слава пришла к Голю в одночасье, 8 июня 1956 года на 20-м этапе Джиро д’Италия. К тому дню он уже выиграл 2 этапа, но шёл 24-м в общем зачёте с 17-минутным проигрышем лидеру. За 242 километра гонщикам предстояло преодолеть 4 вершины, где их ждал ледяной дождь, снег и отрицательная температура. Бо́льшая часть пелотона не добралась до финиша, остальные отогревались в придорожных кафе и мотелях. Считается, что и Голь отогревался в баре, откуда его вытащил начальник команды Леарко Гуэрра. Шарли в беспамятстве проехал последние километры, выиграв больше 8 минут у ближайшего преследователя, и перехватив розовую майку. Он удержал её на последних двух этапах и стал первым (и единственным на 2012 год) люксембуржцем, победившим на Джиро. Шарли завоевал любовь итальянских болельщиков, хотя отношения грубого и нелюдимого Голя с коллегами всегда были плохими. Не делившегося призовыми люксембуржца не любили даже доместики, за исключением преданного соотечественника Марселя Эрнцера.
На Тур де Франс 1956 Голь снова выиграл 2 этапа и горный зачёт, но включиться в борьбу за победу в общем зачёте ему не удалось. На Джиро 1957 он упустил лидерство крайне досадно: конкуренты атаковали, когда Шарли остановился справить нужду, и догнать их ему уже не удалось. Французская газета обозвали его «Милый Пипи», и люксембуржец пообещал расквитаться на их Туре. Там жара заставила его сойти уже на втором этапе, однако через год его ждал триумф. На 8-м этапе Голь выиграл равнинную разделку, во время которой шёл его любимый дождь. Следующим успехом стала разделка на Мон-Венту, где он установил временной ориентир на 40 лет вперёд. Победа позволила люксембуржцу подняться на третье место в общем зачёте, но поломка на следующий день откинула его назад. Через день Альпы накрыл грозовой фронт, и Голь в потопе обходил одного гонщика за другим. Третья этапная победа вернула ему третье место общего зачёта, а на предпоследнем этапе он снова выиграл разделку, а с ней и гонку.
На Джиро 1959 Шарли лидировал бо́льшую часть гонки, но на 15-м этапе потерял розовую майку, а к предпоследнему, горному, этапу вылетел из первой десятки общего зачёта. В тот день снова лил дождь, и люксембуржец победил, опередив лидировавшего Жака Анкетиля за 10 минут. Он выиграл свой третий и последний Гранд Тур. До 1962 года Голь ещё выигрывал по этапу на каждой супермногодневке, в которой стартовал, поднимался на третью ступень подиума Тура и Джиро. В 1962 году он в последний раз выиграл национальные чемпионаты: в шестой раз шоссейный, и во второй — кроссовый. В следующем сезоне Шарли закончил карьеру, позже пытался вернуться, но после 1965 года оставил эти попытки. Считается, что его карьеру укоротило чрезмерное применение допинга, подтверждённое Эрнцером.
Голь открыл кафе при железнодорожной станции на родине, но вскоре развёлся со второй женой и стал ещё более нелюдимым. Он поселился в лесной хижине и оборвал контакты с внешним миром. Лишь в 1983 году Шарли появился на Тур де Франс в рамках празднования 25-летия его победы, и там же встретил свою будущую жену. Некогда хрупкий гонщик с короткими ногами сильно располнел. Вскоре он принял приглашение на должность архивариуса в министерстве спорта Люксембурга. Голь продолжил появляться на гонках, его любимым гонщиком стал один из лучших горняков поколения Марко Пантани, а «танцующая» техника горного педалирования люксембуржца была взята на вооружение Лэнсом Армстронгом. Последние годы жизни Голь болел, и 6 декабря 2005 года он умер от воспаления лёгких.

## Достижения

### Велошоссе
1951
1-й  Флеш дю Сюд
3-й Тур Австрии
1-й Этап 1
1952
2-й Тур Австрии
2-й Флеш дю Сюд
1953
1-й  Флеш дю Сюд
2-й Критериум Дофине Либере
1-й Горная классификация
3-й  Чемпионат Люксембурга в групповой гонке
3-й Тур Люксембурга
6-й Чемпионат мира в групповой гонке
1954
1-й  Круг шести провинций
1-й Этап 3
2-й Тур Люксембурга
1-й Этап 4
2-й  Чемпионат Люксембурга в групповой гонке
3-й  Чемпионат мира в групповой гонке
4-й Критериум Дофине Либере
1-й Этап 6
9-й Чемпионат Цюриха
1955
1-й  Тур Юго-Восточных провинций
1-й Этап 7
3-й Тур де Франс
1-й Горная классификация
1-й Этапы 8 & 17
3-й Тур Люксембурга
6-й Тур Романдии
1956
1-й  Чемпионат Люксембурга в групповой гонке
1-й  Джиро д’Италия
1-й Горная классификация
1-й Этапы 7, 14 (ИГ) & 19
1-й  Тур Люксембурга
1-й Этап 2
Тур де Франс
1-й Горная классификация
1-й Этапы 4a (ИГ) & 18
3-й Рим — Неаполь — Рим
6-й Джиро дель Эмилия
1957
1-й  Чемпионат Люксембурга в групповой гонке
1-й Этап 2b Тур Люксембурга
4-й Джиро д’Италия
1-й Этапы 2 (ИГ) & 19
1958
1-й  Тур де Франс
1-й Этапы 8 (ИГ), 18 (ИГ), 21 & 23 (ИГ)
2-й  Чемпионат Люксембурга в групповой гонке
3-й Джиро д’Италия
1-й Этап 14 (ИГ) & 19
3-й Вызов Дегранжа-Коломбо
8-й Этап Тур Люксембурга
10-й Флеш Валонь
1959
1-й  Чемпионат Люксембурга в групповой гонке
1-й  Джиро д’Италия
1-й Горная классификация
1-й Этапы 3, 7 (ИГ) & 21
1-й  Тур Люксембурга
1-й Этап 17 Тур де Франс
1-й Этап 7 Рим — Неаполь — Рим
1960
1-й  Чемпионат Люксембурга в групповой гонке
3-й Джиро д’Италия
1-й Этап 20
7-й Чемпионат мира в групповой гонке
8-й Тур Люксембурга
1961
1-й  Чемпионат Люксембурга в групповой гонке
1-й  Тур Люксембурга
1-й Этап 3
3-й Тур де Франс
1-й Этап 9
4-й Джиро д’Италия
1-й Этап 20
4-й Тур Романдии
1962
1-й  Чемпионат Люксембурга в групповой гонке
9-й Тур де Франс
1965
8-й Чемпионат Цюриха

### Велокросс
1954
1-й  Чемпионат Люксембурга
1956
5-й Чемпионат мира
1962
1-й  Чемпионат Люксембурга
5-й Чемпионат мира

## Статистика выступлений

### Гранд-туры
| Гонка           | 1953 | 1954 | 1955 | 1956 | 1957 | 1958 | 1959 | 1960 | 1961 | 1962 | 1963 |
| --------------- | ---- | ---- | ---- | ---- | ---- | ---- | ---- | ---- | ---- | ---- | ---- |
| Джиро д'Италия  | —    | —    | —    | 1    | 4    | 3    | 1    | 3    | 4    | НФ   | —    |
| Тур де Франс    | НФ   | НФ   | 3    | 13   | НФ   | 1    | 12   | —    | 3    | 9    | НФ   |
| Вуэльта Испании | —    | —    | —    | —    | —    | —    | —    | НФ   | —    | —    | —    |

| —  | Не участвовал  |
| НФ | Не финишировал |